# 니콘 쿨픽스 100

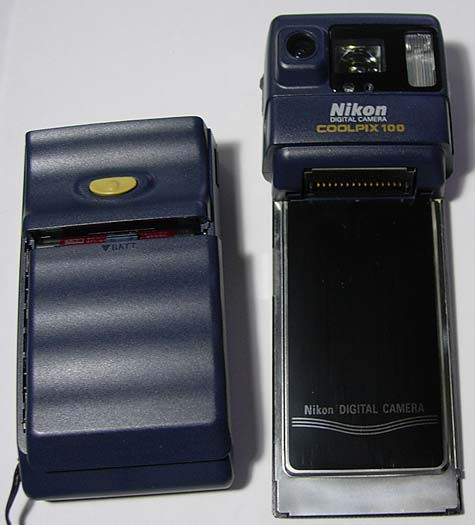
니콘 쿨픽스 100

니콘 쿨픽스 100(Nikon Coolpix 100)은 1997년 1월에 출시한 니콘의 컴팩트 디지털 카메라다.

## 주요 사양
- 1/3인치 크기의 33만 화소 CCD 센서
- 최대 해상도는 512x480이다
- 35mm 환산 초점거리 52mm의 고정 화각 렌즈
- 셔터 속도는 1/45 ~ 1/10000초
- 내장 1MB의 메모리를 포함하며, 메모리 확장은 불가능하다
- AA 타입의 배터리 4개를 사용한다
- 촬영 화상 확인을 위한 화면이 없다
- PCMCIA 인터페이스로 PC와 연결